# Інститут холоду, кріотехнологій та екоенергетики імені В. С. Мартиновського ОНАХТ
Одеська державна академія холоду (ОДАХ) — колишній ВНЗ в м. Одесі. З 31 травня 2012 року ОДАХ ліквідовано шляхом реорганізації та приєднання до ОНАХТ.

## Історія
Революція та Перша світова війна, невизнання незалежної молодої пролетарської республіки провідними лідерами у сфері виробництва, переробки сировини і товарів народного споживання, привели до глибокої ізоляції її внутрішнього економічного ринку та наукових шкіл. На перший погляд украй безвихідна ситуація в 1919 році проте дала сильний поштовх вітчизняним творчим силам в справі організації нових виробництв і, у тому числі, хімічному виробництву. Перші одержані результати показали, що на наявній технічній базі кадри, що залишилися, здатні не тільки проводити наукові дослідження і уміло орієнтувати їх на багаті природні ресурси країни з урахуванням подальшого розвитку матеріально технічної бази у всіх сферах виробництв і, в першу чергу, у сфері продовольчого постачання, хімічного виробництва. Вони здатні також розвивати «показові виробництва — як основу навчально-дослідницької роботи з подальшим створенням вищого хімічного технікуму».
Надані самі собі, без фінансування, лабораторії Технічного Товариства повинні були закритися в 1919 році, бо наукові роботи зупинялися через втрату зв'язків з центром — Академією наук. Для виходу з положення, що створилося, співробітники лабораторій в порядку особистої ініціативи приступили до реалізації ідеї «економічної самостійності» і почали організацію виробництва ряду хіміко-фармацевтичних препаратів, необхідних для боротьби з епідеміями тифу, холери та інших. Органи державного управління — Губздрав, Губсовнархоз підтримали ініціативу, давши можливість розвернути роботу на місцях настільки, що місцеві потреби в більшості фармацевтичних препаратах покривалися з лишком. Таким чином, наукові лабораторії змогли спертися на виробничий сектор.
Проте недолік початкової сировини і спеціальні запити Губздрава, особливо необхідність часто міняти номенклатуру препаратів, що виробляються, вимусило Технічне Товариство на базі власних лабораторій зайнятися підготовкою кадрів досвідчених хіміків.
Після роботи провідні фахівці читали публічні лекції, вели обговорення проблемних питань, дискусії. У результаті ідея підготовки лаборантів втілилася у справу організації Інституту Прикладної хімії, який і був відкритий 1 травня 1921 року на урочистому засіданні членів Союзу Хіміків. "Виникнувши на основі виробничої необхідності, він повинен бути тісно пов'язаний з нею " — підкреслювали оратори в день відкриття Інституту.
Окрім показових виробництв, організованих при Технічному Товаристві, Совнархоз надав йому можливість проводити практичні роботи на виробничих потужностях винокурного, оцтового і дріжджового заводів м. Одеси.
Студенти Інституту брали активну участь у виробничому процесі. В лабораторіях Інституту був налагоджений цілий ряд виробництв. Це виробництво ефіру для наркозу, колодія, таніну, нітрогліцерину, уротропіну, що давало можливість ґрунтовно ознайомити студентів з виготовленням найважливіших вуглецевих з'єднань.
До середини 1921 року керівництво країни виробило програму по створенню промислово-технічних кадрів, які повинні були проходити підготовку у вищих і середніх спеціальних промислово-технічних закладах. В декреті Раднаркому вказувалося, що середній коефіцієнт задоволення потреби республік кваліфікованими кадрами за рахунок вищих технічних закладів знаходиться на рівні 24,6 % при необхідному 44,1 %. Нарком освіти не встигав, а часом не знав потреби країни в інженерних кадрах. Таким чином, реорганізація системи вищої і середньої промислово-технічної освіти в період реконструкції народного господарства стала об'єктивною необхідністю.
Відповіддю на цю потребу стала Постанова Колегії Губпрофосвіти України від 3 лютого 1922 року, що затвердила організацію Технікуму Загальної і прикладної хімії як вищого навчального закладу шляхом злиття Інституту Прикладної хімії і хімічного факультету Політехнічного інституту. Одеському Губпрофобру: «Ввести новоутворений технікум в загальний план утримання і постачання по Вузу». «Закінчити організацію Технікуму з таким розрахунком, щоб в новому триместрі до 15 травня 1922 року заняття могли протікати нормально». 18 березня 1922 року проводиться перше засідання комісії по реорганізації Інституту прикладної хімії і радіології під керівництвом Євгенія Самойловіча Бурксера.
У звіті про діяльність прикладного відділення Технікуму загальної і прикладної хімії за 1922/23 навчальний рік вказувалося, що об'єднання хімічного факультету Одеського політехнічного інституту з Інститутом Прикладної хімії проходить важко з причин: підвищення освітнього цензу для поступаючих і скорочення його контингенту; унаслідок введення «поучбової платні» — непосильної для більшості студентів; неакуратних відвідин лекцій студентами — внаслідок «заняття служб ними».
Краєзнавча довідка: Вищий технікум загальної і прикладної хімії розмістився за адресою: Одеса, вул. Новосельського, 4 (Старопортофранківська, 1), у будинку, де раніше знаходилось Одеське відділення Імператорського Російського технічного товариства відкрите у 1866 році. Будинок, де знаходилось товариство, вперше в Росії було побудовано на благодійні внески за шість місяців у 1892 році за проектом архітектора Е. Я. Меснера під керівництвом архітектора А. О. Бернадацці. У 1913 році товариство мало 13 відділів, серед яких архітектурний, будівельний, хімічний, механічний, фотографічний, морський, електротехнічний військовий, фабрично-заводський.
Заняття студентів технікуму проходили також у лабораторіях хімічного факультету університету, за адресою вул. Щепкіна, 14. Будівля була побудована у 1876 році архітектором В. Ф. Маасом, перебудована і удосконалена у 1900 році архітектором А. О. Бернадацці. Власником будинку і водолікувальниці (санаторії для внутрішніх і нарвових хворих) був Я. В. Валик. Санаторія мала 2 класи і у кожному 2 відділення ? (для чоловіків і жінок). У 1912 році заклад належав Генесину.
Директором технікуму і завідувачем кафедри неорганічної хімії протягом ряду років був член-кореспондент Академії наук УРСР, професор Бурксер Е. С.
Біографічна довідка
Бурксер Євген Самойлович, хімік-радіолог, член-кореспондент АН України, народився 22 липня 1887 року в м. Одеса. Середню освіту здобув у Рішельєвській гімназії в Одесі, по закінченні якої у 1904 році вступив на природниче відділення фізико-математичного факультету Новоросійського університету. За політичними обставинами змушений був залишити університет. У Парижі відвідував лекції у Сорбонні, де познайомився з Марією Склодовською-Кюрі та її роботами з радіоактивності. У 1909 році закінчив фізико-математичний факультет університету з дипломом першого ступеня за спеціальністю «хімія».
Заняття студентів технікуму проходили також у лабораторіях хімічного факультету університету, за адресою вул. Щепкіна ,14. Будівля була побудована у 1876 році архітектором В. Ф. Маасом, перебудована і удосконалена у 1900 році архітектором А. О. Бернадацці. Власником будинку і водолікувальниці (санаторії для внутрішніх і нервових хворих) був Я. В. Валик. Санаторія мала 2 класи і у кожному 2 відділення (для чоловіків і жінок). У 1912 році заклад належав Генесину. Контингент професорсько-викладацького складу, а також студентів старших курсів було укомплектовано за рахунок хімічних факультетів Одеського університету та Одеського політехнічного інституту. Викладачами у технікумі працювали 16 докторів наук, професорів, серед яких Петренко-Критченко П. І., Бурксер Є. С., Добросєрдов Д. К., Павлов П. Н. На перший курс було проведено новий набір на основі вступних іспитів. Термін навчання у технікумі — три роки і шість місяців.
Технікум готував інженерів-хіміків за спеціальностями: технологія кислот, лугів та солей; технологія бродіння; технологія консервування; маслобійно-жирова технологія; технологія шкіри; радіоактивність; фотохімія. Матеріальною базою були фізичний та хімічний корпуси університету, які передано новоствореному технікуму.
Контингент професорсько-викладацького складу, а також студентів старших курсів було укомплектовано за рахунок хімічних факультетів Одеського університету та Одеського політехнічного інституту.
На перший курс було проведено новий набір на основі вступних іспитів. Термін навчання у технікумі — три роки і шість місяців.
Викладачами у технікумі працювали 16 докторів наук, професорів, серед яких Петренко-Критченко П. І., Бурксер Є. С., Добросєрдов Д. К., Павлов П. Н.
Біографічна довідка:
Петренко-Критченко Павло Іванович, хімік-органік, член-кореспондент АН України, народився 9 липня 1866 року в м. Херсон. У 1884 році вступив до Новоросійського університету, який закінчив у 1888 році. У 1889 році вийшла з друку його перша наукова стаття про отримання хлороксикислот. Захистив докторську дисертацію у 1899 році. Тема дисертації — «О тетрагидропиронных соединениях». З 1900 року — професор кафедри хімії Новоросійського університету. У 1923 році очолив науково-дослідну кафедру хімії при Вищому технікумі загальної та прикладної хімії, де працював до 1933 року.
За період з 1922 по 1930 роки контингент студентів становив 2260 чоловік, було випущено 275 інженерів — хіміків.
III. Створюється та кілька разів реорганізується інститут
Новий початок реорганізації вищої і середньої промислово-технічної школи поклав липневий Пленум ЦК ВКБ(б) 1928 року. Він рекомендував організувати ряд Вузів нового типу з вираженою спеціалізацією і три- чотирирічним навчанням. Поступове набуття досвіду відкрило можливості для проведення повної реформи системи вищої і середньої освіти. Основні положення реформи були висловлені в ухвалі ЦИК і СНК СРСР від 23 липня 1930 року «Про реорганізацію вищих навчальних закладів, технікумів і робочих факультетів». Відповідно ухвалі Одеський технікум загальної і прикладної хімії був виведений з підпорядкування Наркомосвіти й був переданий Верховній раді народного господарства, але вже в іншому статусі, який був затверджений засіданням Ради Народних Комісаров УРСР від 12 червня 1930 року (м. Харків), а саме: Одеський інститут харчової промисловості. Створений він був на базі відповідних факультетів Одеського хімічного Інституту і харчового факультету Кам'янець-Подільського хімічного інституту з передачею в підпорядкування Наркомату торгівлі УРСР.
У 1929 році технікум було реорганізовано в Одеський хімічний інститут, а у 1930 році був створений Одеський харчовий інститут на базі відповідних спеціальностей Одеського хімічного інституту і харчового факультету Кам'янець-Подільського хімічного інституту.
Краєзнавча довідка: Одеський харчовий інститут розмістився за адресою: вул. Дворянська, 1\3. З 1893 по 1907 роки у будинку Тработті розміщувалось Одеське благородне зібрання. Членами клубу могли бути чиновники, дворяни, військовики, купці, художники. Тут влаштовувались бали, маскаради, концерти. Пізніше у цьому будинку розмістилась приватна гімназія Іліаді. У 1930-ті роки на місці цього будинку архітектором А. Мінкусом був побудований холодильний інститут.
Харчовий інститут мав такі спеціальності: технологія консервування, технологія бродіння, маслобійно-жирова технологія. У 1930—1931 рр. було випущено 230 спеціалістів — інженерів-хіміків, технологів, механіків, економістів.
Через рік після перетворення, згідно з Постановою Ради Народних Комісаров РСР від 13 жовтня 1931 року «Про розвиток м'ясної і консервної промисловості», Одеський інститут харчової промисловості був перейменований на Механіко-технологічний інститут консервної промисловості з передачею його в мережу союзного значення.
Підготовка наукових працівників проводилася у той час (до 1930 року) через спеціальні науково-дослідницькі кафедри, підпорядковані Відділу науки Наркомосу УРСР. Вказані кафедри були розподілені по окремих вищих навчальних закладах. Одеський харчовий інститут мав науково-дослідну кафедру хімії, яку очолював професор Петренко-Критченко П. І. та технологічну секцію під керівництвом професора Трефільєва І. А.
Гостра потреба в інженерних кадрах для переробної та консервної промисловості викликала необхідність створення в м. Одесі в 1931 році Всесоюзного механіко-технологічного інституту консервної промисловості з факультетами: хімічним, технологічним, механічним і інженерно-економічним.
Базою для створення інституту стали Одеський харчовий інститут, консервний факультет Краснодарського харчового інституту, Херсонський рибний інститут, технологічне відділення Мичуринського сільськогосподарського інституту ім. Плєханова. (Директор — Мікулін І. А, а з 1941 року ? інженер Григор'єв І. Т.)
Студенти названих інститутів, а також ряд викладачів спеціальних дисциплін були переведені у створений в Одесі інститут. Був створений також робітфак. Таким чином, з'явився інститут, який єдиний у країні випускав інженерів консервної промисловості.
IV. Забудова нового навчального корпуса
У період 1935-38 років було збудовано новий навчально-лабораторний корпус інституту корисною площею 10,623 м².
Заняття у новому корпусі почалися у 1936 році, а повне його оснащення було закінчено у 1941 році. Окрім цього, інститут мав у своєму розпорядженні трьохповерховий корпус площею 1500 м².
У навчально-лабораторних корпусах розмістились хімічні лабораторії (неорганічної, аналітичної, органічної, фізичної, колоїдної хімії, біохімії);зали для креслення; кабінети і лабораторії з опору матеріалів і деталей машин; лабораторії фізики; економіки підприємства; лабораторії і кабінети спеціальних кафедр (мікробіології, технології консервування, устаткування консервних заводів), навчальні механічні майстерні; кабінети проектування; дипломантські кімнати; дві аудиторії (хімії та фізики) на 200—250 чоловік кожна, побудовані амфітеатром; лабораторії для проведення науково-дослідницьких робіт, препараторські.
У цій будівлі були також розміщені бібліотека, читальна зала, актова зала, їдальня. Лабораторії, кабінети та майстерні були оснащені необхідним устаткуванням, машинами, приладами, апаратами, а також хімічним посудом і реактивами.
Бібліотечний фонд у 1931 році нараховував 32700 томів, а у 1941 році — 90000 томів.
V. Підготовка науково-педагогічних кадрів та наукова діяльність
Велика увага приділялась підбору висококваліфікованих професорсько-викладацьких кадрів, а також підготовці наукових співробітників через організовану при інституті аспірантурі. Провідними викладачами інституту були професори Д. І. Петренко-Критченко, Конєв, М. В. Розенблат, Е. О. Ротман, Г. І. Бориневич, Тіктін, В. М. Блієр, Д. П. Гохштейн, доценти А. Т. Марх, М. С. Гроссман, А. Н. Мальський, С. Г. Ільченко, М. Я. Дікіс.
У цей період захистили кандидатські дисертації аспіранти А. Н. Мальський, С. Г. Ільченко, А. Ф. Фан-Юнг, А. Ф. Белов, А. І. Бармаш, і співробітники М. Я. Дікіс, В. А. Тубокаєв, А. М. Боринський, А. К. Рахманін, Г. С. Павленко, М. Л. Енгельштейн.
Науковими співробітниками інституту була проведена значна навчально-методична робота зі складання навчальних планів, програм спеціальних курсів. У ці роки були написані і видані 9 навчальних посібників та підручників, серед яких: А. Т. Марх, Р. В. Кржевова. Химико-технический контроль консервного производства, 1935. (рос.)
М. С. Гроссман, С. Г. Ильченко Технология консервирования, 1938. (рос.)
Е. О. Ротман, М. Я. Дикис. Технологическое оборудование консервных заводов, 1938. (рос.)
М. Я. Дикис, А. Н. Мальский. Оборудование консервных заводов, 1940. (рос.)
С. Г. Ильченко, А. Ф. Фан-Юнг. Технология консервного производства, 1940. (рос.)
М. Я. Дикис. Машины для герметической укупорки консервной тары, 1939. (рос.)
З 1937 по 1941 роки інститутом були видані збірки наукових праць, куди увійшли роботи, проведені співробітниками інституту з дослідження різноманітних апаратів, що застосовувались на консервних заводах, з розробки апаратів і машин нової конструкції (вертикальний охолоджувач, обжарені пічки на відходящих газах парових котлів), встановлення методики оптимальних виробничих графіків для періодично працюючих теплообмінних апаратів. Значна кількість робіт була присвячена хіміко-технічному контролю консервного виробництва і перевірці прийнятих стандартних методів. Була розроблена методика визначення летючих кислот у консервованих продуктах, методи визначення механічних забруднень, прискорені методи визначення золи, вологості у консервах, визначення міді у харчових продуктах.
Для проведення виробничої практики студентам інституту були надані місця на найкращих консервних заводах і комбінатах країни — у містах Херсон, Тирасполь, Сімферополь, Кутаїсі, Махачкалі, Астрахані, Семипалатинську.
VI. Заходи з покращення побутових умов студентів
Разом із створенням навчальної бази було про-ведено значну роботу з покращення матеріально-побутових умов студентів Так, у 1934-35 навчальному році гуртожитком було забезпечено565 студентів, що становило 75 % від загального числа студентів.
Спортивно-оздоровчий напрям завжди мав важливе значення для виховання молодих спеціалістів. Здоровий спосіб життя, персональна відповідальність за своє здоров'я формувалось системою фізичного виховання в інституті. Розвитку фізичної культури майбутнього спеціаліста як важливого фактора його гармонійного розвитку, високої професійно-трудової активності сприяли популяризація спорту та удосконалення спортивної майстерності студентів-спортсменів.
Кафедра фізичної культури інституту та спортивний клуб займались організацією спортивно-оздоровчої роботи, залученням студентів до активних занять у спортивних секціях, проведенням спартакіад на факультетах і в інституті, студенти брали участь у спартакіадах і змаганнях міста та країни.
У статусі Одеського механіко-технологічного інституту консервної промисловості він проіснував аж до 1938 року. Проте в процесі розширення спеціальностей підготовки, до 1938 року його назва уточнювалася і стала — Одеський хіміко-технологічний інститут консервної промисловості, про що свідчить «Список вищих навчальних закладів СРСР на 1.01.1939 року», виданий Центральним Управлінням Народно-господарського Обліку Держплану СРСР. І лише в 1939 році після перепрофілювання спеціальностей в область харчової промисловості і передачі інституту в підпорядкування Народному Комісаріату Харчової Промисловості, уточнена назва інституту стала — Одеський технологічний інститут консервної промисловості.
У інституті аж до 1944 року підготовку вели чотири факультети: технологічний (технологія консервації, технологія виноробства), механічний, інженерно-економічний, будівельний.
Велика увага приділялась підбору висококваліфікованих професорсько-викладацьких кадрів, а також підготовці наукових співробітників через організовану при інституті аспірантурі. Провідними викладачами інституту були професори
Д. І. Петренко-Критченко, Конєв, М. В. Розенблат, Е. О. Ротман, Г. І. Бориневич, Тіктін, В. М. Блієр, Д. П. Гохштейн, доценти А. Т. Марх, М. С. Гроссман, А. Н. Мальський, С. Г. Ільченко, М. Я. Дікіс.
Науковими співробітниками інституту була проведена значна навчально-методична робота по складанню навчальних планів, програм спеціальних курсів.
У ці роки були написані і видані 9 навчальних посібників та підручників, серед яких: А. Т. Марх, Р. В. Кржевова. Химико-технический контроль консервного производства, 1935.
М. С. Гроссман, С. Г. Ильченко Технология консервирования, 1938.
Э. О. Ротман, М. Я. Дикис. Технологическое оборудование консервных заводов, 1938.
М. Я. Дикис, А. Н. Мальский. Оборудование консервных заводов, 1940.
С. Г. Ильченко, А. Ф. Фан-Юнг. Технология консервного производства, 1940.
М. Я. Дикис. Машины для герметической укупорки консервной тары, 1939.
У звіті Одеського технологічного інституту консервної промисловості за 1940 рік читаємо: «За год институтом выпущено 200 молодых специалистов для пищевой промышленности, многие из которых занимают высшие командные должности в промышленности. За 1940 год защитили диссертации и получили ученые степени кандидатов технических и химических наук шесть научных работников (т.т. Ильченко, Фан-Юнг, Короб, Энгельштейн, Тубакаев, Александров). Проведены 2 научные сессии, на которых поставлено 28 научных докладов. Выпущено 4 учебника по специальным дисциплинам. По выпуску учебников наш институт занял одно из первых мест в системе ВУЗов НКПП.»
З 21 по 26 червня 1941 року в Одеському технологічному інституті консервної промисловості пройшов захист дипломних проектів. Державна атестаційна комісія слухала студентів Л. Круглову, Т. Кульчевич, Д. Шульман, А. Круглікову, М. Поліщук, З. Кац, А. Соболєвського, С. Рогова, І. Донцова, З. Рустам-Заде з дипломними проектами «Овощно-консервный завод в Одессе», «Томатный завод в Мелитополе», «Рыбно-консервный завод в Гурьеве», «Мясо-консервный завод в Армавире» та інші. Випускники інституту отримали кваліфікацію інженер-технолог.
Наказ по Одеському технологічному інституту консервної промисловості від 1 липня 1941 року: «Впредь до особых распоряжений всему профессорско-преподавательскому составу оставаться на своих рабочих местах. Все преподаватели обязаны свое рабочее время (8 часов) проводить в своих лабораториях и кабинетах. В порядке помощи пищевой промышленности обязую всех студентов по соответствующим нарядам направляться для работы на заводы г. Одессы. Директор института Ильченко».
Восени 1941 року в умовах блокади міста Одеси частина інституту була евакуйована вглиб країни. Багато викладачів та студентів добровольцями пішло до армії. Серед них директор інституту С.Г Ільченко, доценти А. Н. Мальський, А. С. Заславський, асистенти А. Шрайбман, К. Макаров, І. Крайтнев та інші. На фронтах Великої Вітчиз-няної війни загинули смертю хоробрих викладачі інституту І. А. Гордон, Теппер, І. І. Тисьневецький, Е. Губерман, П. Захаров, С. Рубіншпайзер, І. Гусовський. Вічна слава героям!
З 1942 року інститут почав навчальну роботу в Таджикистані в місті Сталінабад (нині ? місто Душанбе). В жовтні 1944 року інститут відновив роботу в місті Одесі.
У період перебування Інституту в Таджикистані (Канібадам, Сталінабад) на початку 1943 року при інституті було створено консультаційно-проектний сектор, який здійснив з різноманітних питань технології, енергетики і устаткування понад 200 консультацій. Окрім роботи консультаційно-проектного сектору, окремі працівники інституту внесли і здійснили ряд пропозицій науково-раціоналізаторського характеру, як наприклад, впровадження у виробництво холодного вилущування золи, раціоналізацію тари для упакування сухофруктів для армії, виготовлення сухого м'яса із солонини для армії.
У Канібадамі була зібрана група із 31 студента-технолога, для яких було організовано необхідні теоретичні заняття і проведене дипломне проектування. Заняття проводились на базі Канибадамського консервного комбінату. У грудні 1942 року всі студенти захистили дипломні проекти та відбувся випуск спеціалістів. У 1942 році було проведено три набори до інституту за рахунок випускників середніх шкіл, які складали вступні іспити на загальних підставах.
Під час перебування в Сталінабаді інституту була виділена велика будівля Уряду Таджикистану. У ньому змогли розміститися лабораторії, кабінети і лабораторії, гуртожиток для студентів і кімнати для професорсько-викладацького складу.
За активну роботу в період перебування у Сталінабаді шість наукових співробітників і один студент були нагороджені Почесними Грамотами Верховної Ради Таджицької РСР. 10 квітня 1944 року Радянська Армія визволила Одесу від фашистських загарбників. За ініціативою групи викладачів були зібрані співробітники та студенти інституту, які знаходились в Одесі. Цією роботою керував професор П. Н. Павлов. За кілька днів до Одеси прибув директор інституту І. Т. Григор'єв, який очолив роботи по відновленню інституту. Співробітники і студенти інституту у кількості 400 чоловік повернулись до Одеси у серпні 1944 року після закінчення навчального року, проведення випуску спеціалістів, а також набору студентів на новий навчальний рік. Паралельно з цим новий набір студентів проводився і в Одесі. У вересні 1944 року інститут відновив нормальну роботу у місті Одеса єдиним колективом.
Під час окупації Одеси, хоча основні корпуси інституту і збереглись, матеріальна база дуже постраждала. Було знищено або зруйновано майже всю власність інституту — машини, апарати, меблі. Гуртожитки були розбиті.
Колективом інституту була проведена велика робота по ліквідації розрухи. Будинки були не тільки відновлені, але і розширені за рахунок внутрішньої перебудови.
Вже у 1944-45 навчальному році почали працювати 10 лабораторій — аналітичної, неорганічної, органічної, фізичної і колоїдної хімії, фізики, теплотехніки, технології консервного виробництва, хіміко-технічного контролю виробництва, мік-робіології. Через рік до них приєднались лабораторії електротехніки, будівельної справи, економіки, науково-дослідницька лабораторія кафедри технології.
Пізніше були організовані лабораторії гідравліки, машинна зала кафедри устаткування, механічні майстерні та лабораторія металографії, лабораторії холодильних машин, холодильних установок, автоматики, сушіння, процесів та апаратів харчових виробництв, теплопередачі, механізмів і машин.
Після відновлення в Одесі інститут мав чотири факультети: технологічний, механічний, інженерно-економічний(1944—1948, випуск — 30 спеціалістів), будівельний (проіснував до 1946 року, кількість студентів — 70).
Загальна кількість студентів у 1947 році — 1497 чоловік.
ОТІКП було віднесено до ВУЗів другої категорії. Інститут мав два навчально-лабораторних корпуси, загальною кубатурою у 63 тис. куб. м.
Крім того, при кафедрі неорганічної та аналітичної хімії були створені вагова кімната, лабораторія хіміко — технологічного контролю, де студенти вивчали сучасні види аналізу харчових продуктів; при кафедрі фізики — радіовузол та рентгенівський кабінет із рентгенівською установкою для зйомки тонких металевих частин та спектрографічних робіт; при кафедрі технології — навчально-виробнича лабораторія, де студенти виготовляли понад 10 видів консервів, вивчаючи всі етапи їх приготування; на кафедрі спеціального устаткування — машинна зала, де студенти працювали на машинах консервної промисловості.
У 1947 році інститут мав три факультети: технологічний (із спеціальностями — «Тех-нологія консервування»; "технологія виноробства);
механічний;
інженерно-економічний (на виконання наказу Міністерства вищої освіти СРСР № 927 від 28.06.1948 р. факультет переведено до Київського технологічного інституту харчової промисловості ім. А. І. Мікояна).
Термін навчання на всіх факультетах становив 5 років. Окрім денного відділення в інституті працювало і заочне відділення з терміном навчання 6 років.
В інституті було 20 кафедр: основи марксизму-ленінізму (завідувач А. І. Субботін.);
політичної економії (М. П. Медведєв);
вищої математики (В. П. Цесевич);
фізики (М. І. Ржепишевський);
неорганічної і аналітичної хімії (Т. Г. Ковальов);
нарисної геометрії і графіки (А. К. Рахманін);
опору матеріалів (С. Д. Кравченко);
деталей машин (заслужений діяч науки і техніки проф. В. А. Добровольський);
технології металів (Б. В. Міхаеліс);
органічної хімії (Н. С. Цонєв);
енергетики (А. М. Боринський);
фізичної і колоїдної хімії (П. К. Павлов);
технології і ХТК (А. Т. Марх.);
спеціального устаткування (М. Я. Дікіс);
іноземної мови (Г. С. Татур);
військової підготовки (А. А. Соловйов);
економіки промисловості (М. П. Шмульян);
економічної географії (Е. А. Шрабштейн);
будівельної справи (В. Н. Реут);
виноробства (С. А. Мельник).
Студенти проходили виробниче навчання (практику) на заводах групами по 21-27 осіб, на заводи виїжджали студенти 2, 3, 4 та 5 курсів.
Інститут мав на той час навчально-виробничі майстерні загальною площею 233 м², де було слюсарне, токарне, столярне, інструментальне відділення та кузня.
Для проведення експериментальної частини дисертацій науковим працівникам інституту були створені спеціальні установки: для вимірювання діелектричної постійної; для сушіння фруктового соку; для вимірювання коефіцієнту теплопередачі; для визначення герметичності консервних банок; для визначення міцності металів і сплавів у електропечах; для одержання електромагнітних полів УВЧ та ін.
П'ятирічний план науково-дослідницької роботи інституту був присвячений розробці проблеми «Удосконалення методів виробництва консервованих харчових продуктів». Проблема мала за мету покращення теоретичних основ консервування, технологічних процесів та автоматизації виробництва. У дослідницькій роботі брали участь 75 % професорсько-викладацького складу — 81 чоловік. Здійснювалося фінансування з держбюджету 19 тем, госпдоговірних — 6 тем, серед яких — «Автоматизація контролю герметичності наповненої консервної тари» (В. З. Жадан), «Вивчення хімічних і біохімічних процесів при сушінні харчових продуктів» (А. Т. Марх), «Комплексна автоматизація томатоконсервного виробництва» (М. Я. Дікіс), «Автоматизація інспекційних процесів за допомогою фотоелементів» (Б. Ф. Дикий) та ін.
Крім того, інститут розширював навчально-виробничу лабораторію кафедри технології консервування, де студенти виробляли понад 10 видів різних консервів та безпосередньо вивчали технологічні процеси.
Машинний зал кафедри спеціального устаткування постійно поповнювався новими машинами для ознайомлення студентів з машинами сучасного промислового типу. Були змонтовані й почали працювати перші два верстати навчально-механічної майстерні. Кафедра енергетики поповнила устаткування своїх лабораторій новими двигунами.
Особливу увагу інститут приділяв студентській науково-дослідницькій роботі. Було організовано студентське наукове товариство, членами якого були студенти, які працювали у наукових гуртках. В інституті були такі гуртки: технологічний (46 чоловік), апаратурний (20 чоловік), виноробства (39 чоловік), теплотехнічний (14 чоловік), органічної хімії, неорганічної хімії, фізичний, технічної механіки, технології металів, англійської мови, міжнародних відносин, логарифмічної лінійки, номографії, політекономії.
Регулярній роботі інституту дуже заважала нерегулярна подача води та електроенергії.
Попри те, що бібліотечний фонд інституту виріс майже на 40 % порівнюючи з 1944 роком, кількість навчальних посібників не забезпечувала нормального ходу навчального процесу. У зв'язку з цим особлива увага приділялась читальній залі на 220 чоловік, яка працювала до 11 години вечора та у неділю. За місяць до початку іспитів була відкрита додаткова читальна зала на 50 місць.
В інституті були організовані три агітбригади, в яких працювало 150 студентів-агітаторів. Керівником агітколективу була асистент Смульська.
Для проведення занять з фізвиховання використовувався найкращий в Одесі стадіон ДСО «Пищевик», для занять з гімнастики — актова зала інституту.
У зв'язку з організацією холодильної спеціальності наказом Міносвіти № 1449 від 6 жовтня 1948 року була організована кафедра «Холодильні машини і установки».
Технологічний факультет інституту значно розширив свій профіль. Якщо у довоєнний період він випускав технологів тільки для консервної промисловості, то у 1945 році було відкрито відділення виноробства, у 1953 році — сушильне і бродильне, у 1954 році — м'ясо-молочне відділення.
На механічному факультеті у 1948 році почала функціонувати спеціальність інженерів холодильної промисловості.
Науково-дослідна діяльність інституту з кожним роком розширювалася. Науковими працівниками Інституту розроблювалися теми госпдоговірного характеру за завданнями Міністерства консервної промисловості. Так, інститут розробив і передав для реалізації такі роботи, як «Автоматизація безперервного випарювання у виробництві томатопродуктів», «Новий метод варки повидла на патоці», «Контроль герметичності тари», «Робота турбіни Террі по теплофікаційному циклу на консервних заводах».